# Lac Hermoso
Le lac Hermoso, en Argentine, est un lac andin d'origine glaciaire situé au sud-ouest de la province de Neuquén, en Patagonie, dans le département de Lácar. Il est situé au sein du parc national Lanín.

## Description

Carte du parc national Nahuel Huapi.

Situé au sein des montagnes de la cordillère des Andes, il occupe une vallée d'origine glaciaire, allongée d'ouest en est, à quelque huit kilomètres au nord du lac Falkner. La zone située tout autour est en grande partie inhabitée. 
Le lac Hermoso est d'une grande beauté ; ses eaux sont cristallines et restent totalement calmes durant la nuit et la matinée. Il est entouré d'une dense forêt de type andino-patagonique, spécialement du côté ouest, formée d'une abondance d'espèces, et notamment de lengas (Nothofagus pumilio) et de coihues (Nothofagus dombeyi), ainsi que d'arrayans (Luma apiculata) et d'alerces (Fitzroya cupressoides), de ñires (Nothofagus antarctica) et de quelques exemplaires de raulís (Nothofagus alpina). 
Sa surface se trouve à 1011 mètres d'altitude.
On y accède par la route des Sept Lacs.
A 250 mètres de son extrémité orientale se trouve la lagune Pudú-Pudú, de plus ou moins 13 hectares. 
Il est possible de naviguer, de pêcher et de pratiquer des sports aquatiques. La température de ses eaux, bien que froide, l'est moins que celle de lacs plus importants comme le lac Lácar ou le lac Nahuel Huapi.

## Bassin hydrographique
Il fait partie du bassin hydrographique du río Negro.
Il reçoit notamment les eaux du lac de las Cármenes, situé presque parallèlement à sa rive nord, lui aussi d'une grande beauté.
Son émissaire qui prend naissance à son extrémité orientale est le río Hermoso. Celui-ci est le principal tributaire du lac Machónico et recueille les eaux du lac Pichi Machónico puis du lac Meliquina. Le lac Meliquina déverse ses eaux dans le río Meliquina, lequel conflue avec le río Filo Hua Hum, pour former le río Caleufú, qui débouche dans le río Collón Curá, et de là dans le río Limay, constituant sud du río Negro.